# Angela Phipps
Angela Phipps, född 17 februari 1964, är en friidrottare från Kanada. Hon deltog vid olympiska sommarspelen 1988.